# Baltaşı, Palu
Baltaşı là một thị trấn thuộc huyện Palu, tỉnh Elâzığ, Thổ Nhĩ Kỳ. Dân số thời điểm năm 2011 là 1.572 người.